# 케플러-62e
케플러-62e(Kepler-62e)는 케플러-62를 공전하는 행성으로 슈퍼지구이다. 생명체 거주가능 영역의 안쪽 부분을 돌고 있으며, 복사평형온도는 약 270 K로 추정되었다.

## 같이 보기
- 위성 거주가능성
- 케플러-62f